# Weisenheim am Berg
Weisenheim am Berg (palat. Weisrem) – gmina w Niemczech, w kraju związkowym Nadrenia-Palatynat, w powiecie Bad Dürkheim, wchodzi w skład gminy związkowej Freinsheim.

## Współpraca
Miejscowości partnerskie:
- Niederdorla, Turyngia
- Plaus, Włochy
- Saint-Gengoux-le-National, Francja